# Lindelofia anchusoides
Lindelofia anchusoides är en strävbladig växtart. Lindelofia anchusoides ingår i släktet Lindelofia och familjen strävbladiga växter.

## Underarter
Arten delas in i följande underarter:
- L. a. anchusoides
- L. a. aspera

## Bildgalleri

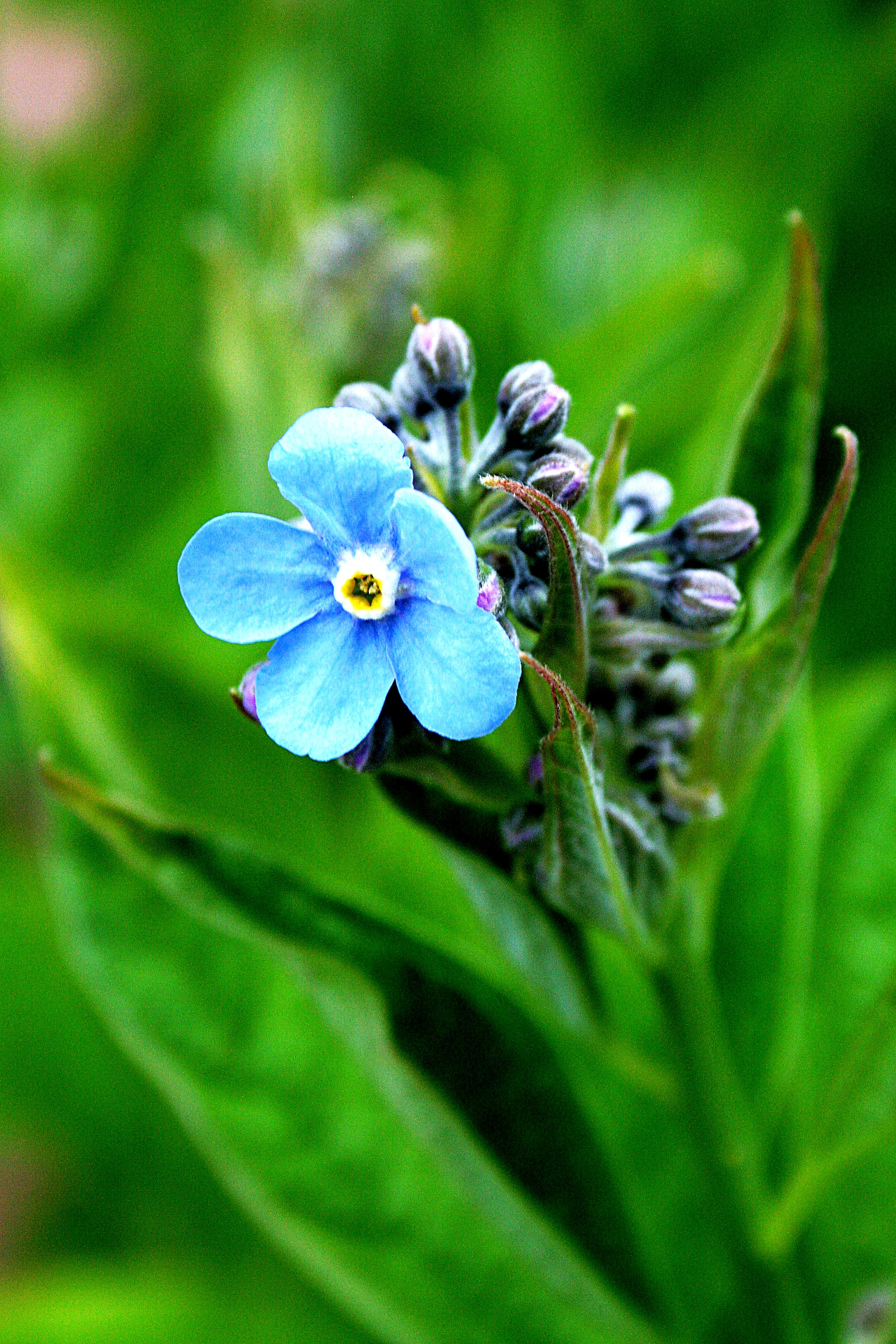